# 阿尔瓦罗·梅森
阿尔瓦罗·梅森（西班牙語：Álvaro Mesén，1972年12月24日—），哥斯达黎加男子足球运动员，司职守门员。他曾代表哥斯达黎加国家队参加2002年和2006年国际足联世界杯，两届比赛均止步小组赛阶段。